# Pavarchin
Pavarchin (en persan : پاورچین, Sur la pointe des pieds) est une série télévisée iranienne en 130 épisodes de 50 minutes, créée par Mehran Modiri et diffusée entre septembrein 2002  et mars 2003 sur Tehran TV.

## Synopsis
Pavarchin raconte les péripéties de Farhad, architecte habitant Téhéran, ainsi que celles de sa famille et de ses amis. Originaire du village imaginaire de Barareh, Farhad  est monté à Téhéran afin de poursuivre des études universitaires. Il s'y installe et épouse Mahtab. 
L'histoire commence lorsque son cousin Davoud monte à son tour à Téhéran pour y trouver du travail. Davoud a quitté l'école de bonne heure et parle avec un fort accent provincial qui trahit son origine campagnarde. La sœur de Farhad, Shadi, est également montée à Téhéran pour ses études. Toghrol, un vieil  homme qui déteste tout ce qui se rapporte à Barareh, est un ami de la famille de Mahtab. Il aide à l'entretien de la propriété de Farhad et de sa femme et se montre très critique vis-à-vis de Farhad et Davoud. 
Davoud trouve du travail dans la société où travaille Farhad. Il y sert le thé, à cause de son manque de diplômes. Il rappelle de plus en plus à Farhad son village et ses coutumes, ce qui donne souvent lieu à des situations comiques. Davoud finira par se marier à Yasaman et le frère de Mahtab par épouser la sœur de Farhad. 

## Distribution

### Personnages principaux
- Siamak Ansari : Sepehr
- Shaghayegh Dehghan : Yasaman
- Mohammad Reza Hedayati : Toghrol
- Mehran Modiri : Farhad / père de Farhad
- Javad Razavian : Davoud / père de Davoud
- Sahar Valad-Beigi : Shadi
- Sahar Zakaria : Mahtab

### Personnages secondaires
- Ebrahim Abadi : père de Mahtab
- Hayedeh Haeri : mère de Mahtab
- Said Hedayati : collègue de Farhad
- Vahid Mahindoust : collègue de Farhad #2
- Said Pirdoust : chef de Farhad